# 클라우디아 시퍼
클라우디아 시퍼(독일어: Claudia Schiffer, 1970년 8월 25일 ~ )는 독일의 모델 겸 배우이다. 1990년대에 인기 절정의 시기를 보내며, 세계에서 가장 성공적 모델들 중의 하나였으며, 500장의 잡지 표지를 장식하기도 했다.

## 약력

### 어린 시절
독일 노르트라인베스트팔렌주 뒤스부르크에서 서북부에서 15km 떨어져 있는 라인베르크에서 변호사였던 부모님 하인츠와 구드룬 시퍼 사이에 태어났다. 그녀는 2명의 형제 슈테판과 안드레아스, 1명의 누이 안 카롤린이 있다.
클라우디아는 그녀가 학창 시절 인기는 있었지만 교내에서는 다른 여학생들로 인해 왕따를 당했다고 말하였다. 이유는 자신이 또래에 비해 키가 크고 매우 수줍은 성격을 알아차려지고 싶지 않았다는 이유를 밝히기도 했다. 그녀는 지방적으로 잘 알려진 자신이 부자집에서 왔다는 소식에 의하여 다른 이들의 시기를 샀다고 한다. 그녀는 영어와 프랑스어에 능통하였다.
원래 그녀는 변호사가 되기를 원하였고 부친의 법률 사무소에서 일하였다. 17세 때에 뒤셀도르프에 있는 클럽에서 자신이 미래에 모델이 되는 계약을 맺었던 메트로폴리탄 모델국의 국장 미셀 레바톤에 의하여 명예를 더럽혔을 때 변호사의 희망을 버렸다고 한다.

### 모델 생활과 유행
자신의 교육을 완료하고나서 모델로 일하기 시작하였다. 그녀는 시험용 사진 촬영을 위해 파리로 가서 프랑스 잡지 《엘》(Elle)의 표제에 나왔다. 몇몇의 잡지 출연 후에 카를 라거펠트에 의하여 샤넬의 새로운 얼굴이 되기 위해 선택된 후에 빠르게 "수퍼모델" 지위를 달성하였다. 그녀는 금발 머리, 푸른 눈동자, 1.80m의 키와 인정되면서 세계에서 유명한 인물이 되었다.
1990년대 초반에는 북아메리카에서 게스 진(Guess Jean) 광고에 나와 자신을 위한 본질적인 명성을 알렸다. 1999년에는 미국 잡지 《보그》(Vogue)의 표지에 "근대 시상"으로서 바쳤다. 캠페인들에 나온 후에 곧 그녀의 이름이 전 세계에 나서게 되었고, 5개의 미국 잡지 표지들과 유럽의 잡지 7개의 표지들에 나왔다. 그녀는 토머스 초이머의 메트로폴리탄 모델에 가입하여 르블론(Revelon)을 위한 모델로 계약을 맺었다. 또한 몇몇의 카탈로그들을 위한 모델에 관련되었는 데 베르사체(Versace), 질 샌더(Jill Sander), 돌체 앤 가바나(Dolce & Gabbana), 랠프 로렌과 발렌티노를 위한 모델일을 해냈다. 그녀는 배니티 페어(Vanity Fair), 롤링 스톤, 뉴욕 타임스와 피플 표제에 첫 모델이 되었다. 또한 타임, 코스모폴리탄, 하퍼즈 바자, 보그 등에 많은 출연을 하였다.
또한 시퍼는 스페인의 의류 상점 망고와 아세소리세(Accessorize)의 얼굴로 지내오기도 하였다. 아직도 로레알과 에벨 시계와의 계약을 갖고 있으면서 케나(Kenar)를 위한 그녀의 빌보드 사진이 타임스 스퀘어에서 100만 명이상의 관광객들을 끌어들였다. 1990년 이래 자신이 출연하고 디자인하던 수영복 달력을 창조하였다. 이후 펩시코 광고에 나왔고 대략 2백만 달러를 위한 환타의 광고 흥행에서 미키 마우스와 춤을 추었다. 1998년 시트로엥 광고 출연부터 4백만 파운드를 벌었다. 시퍼의 첫 샤넬 광고 출연 10년 후에 카를 라게르펠트는 돔 페리뇽을 위하여 그녀를 촬영하였다.
그녀는 자신의 무모델 흥미를 위한 밀라노의 d'매니지먼트 그룹, 뉴욕의 1/One 매니지먼트, 런던의 사이먼 풀러 19 엔터테인먼트와 자기 본특약점 함부르크의 모델 매니지먼트를 포함한 몇몇의 특약점들과 계약을 맺었다.

## 미디어 출연
시퍼는 몇개의 영화와 뮤직비디오에 출연하였다. 그녀의 첫 영화 출연은 1994년 어린이 영화 《리치 리치》였고, 그러고나서 《블랙아웃》에서 데니스 호퍼와 매슈 모딘의 상대역을 맡았다. 그녀는 1999년 《친구들과 연인들》과 《블랙 앤드 화이트》에 출연하였고, 2001년 《추구와 인생》, 그러고나서 《러브 액츄얼리》의 카메오 역을 맡았다. 또한 벤 스틸러의 《줄랜더》를 비롯한 여러 영화에서 카메오 출연을 하였다.
시퍼는 래리 킹 라이브, 데이비드 래터먼 쇼 같은 토크쇼 몇몇에 나왔고, 웨스트라이프의 "Uptown Girl"과 2000년 본 조비의 "Say It Isn't So"의 뮤직비디오들에 나오기도 하였다.
성공을 거두었고 베스트셀러 명단을 도달한 자신의 운동연습 비디오 《Claudia Schiffer's Perfect Fit》4편을 발매하였다. 또한 모나코에서 프랑스 패션상 시상식과 세계 음악상 시상식을 진행하기도 하였다.
1995년 동료 모델 나오미 캠벨, 엘 맥퍼슨, 크리스티 털링턴과 함께 패션 카페(Fashion Café)라 불리는 레스토랑 체인의 공동 소유인이었다. 시퍼는 독일 사회에서 두드러진 인물로 남아있고, 2006년 독일 월드컵 개막식에서 펠레와 함께 트로피를 수여하였다. 또한 2002년 윌리엄 왕자에게 폴로 상을 수여하기도 하였다.

## 가족
2002년 5월 25일 영국의 영화감독 매튜 본과 결혼식을 올렸다. 두 사람 사이에는 3명의 아이가 있다. 아들 캐스퍼 매튜 (2003년 1월 30일 출생), 딸 클레멘타인 포피 (2004년 11월 11일 출생), 코시마 바이올렛 (2010년 5월 14일 출생)이 있다.